# 사과 요리 목록

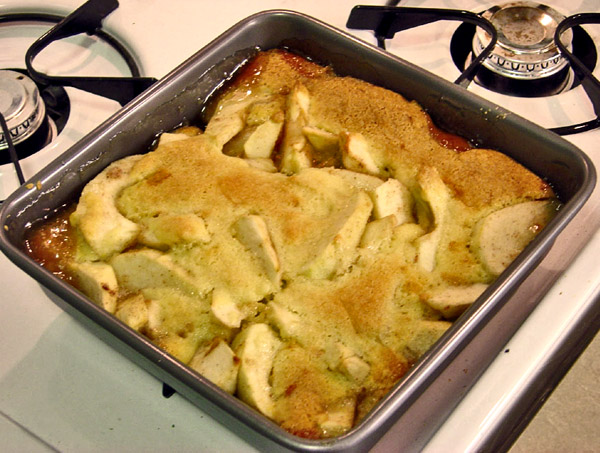
사과 코블러

이 목록은 사과 요리 목록이다. 사과를 주된 재료로 한다.

## 사과 요리

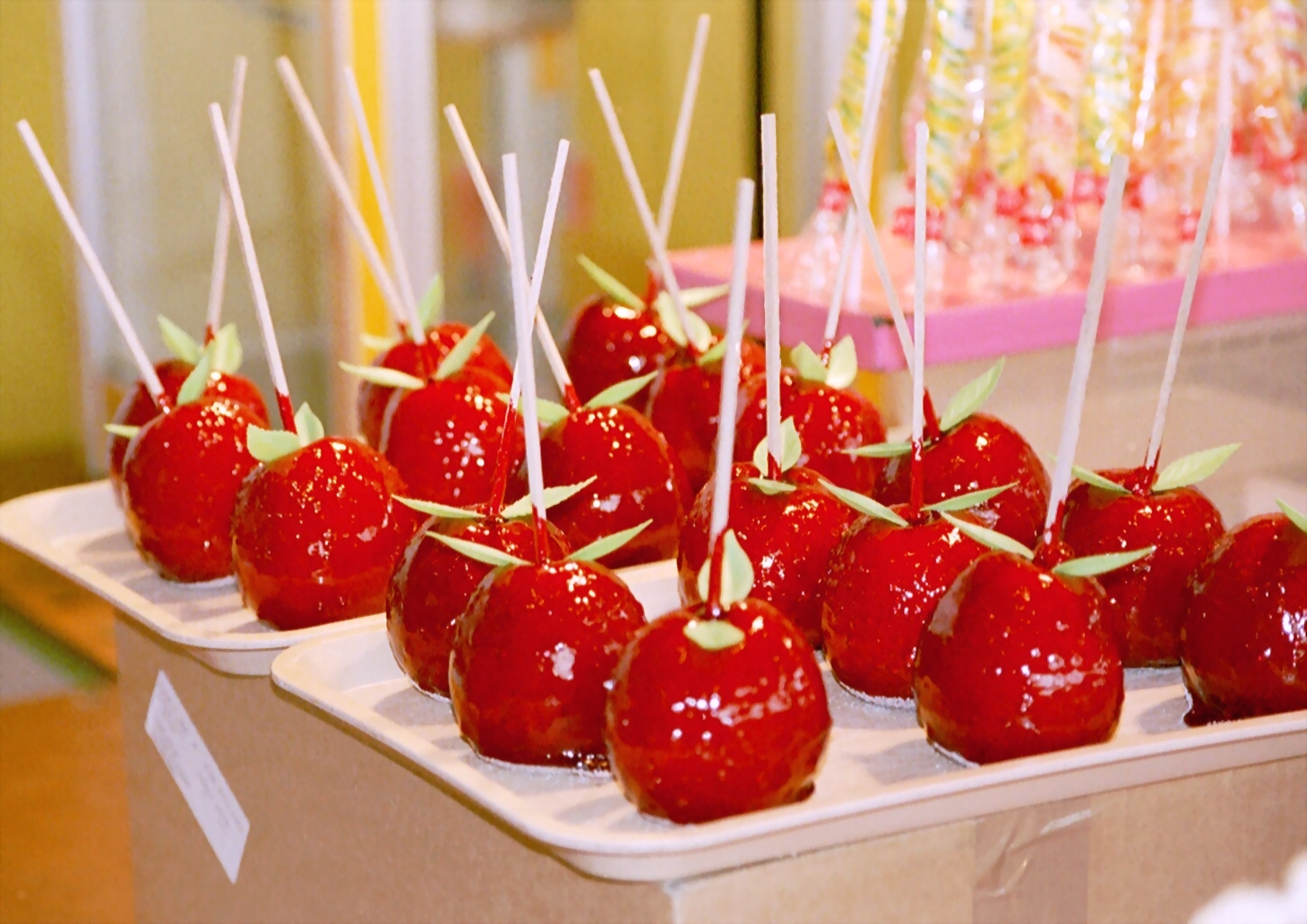
사과 사탕

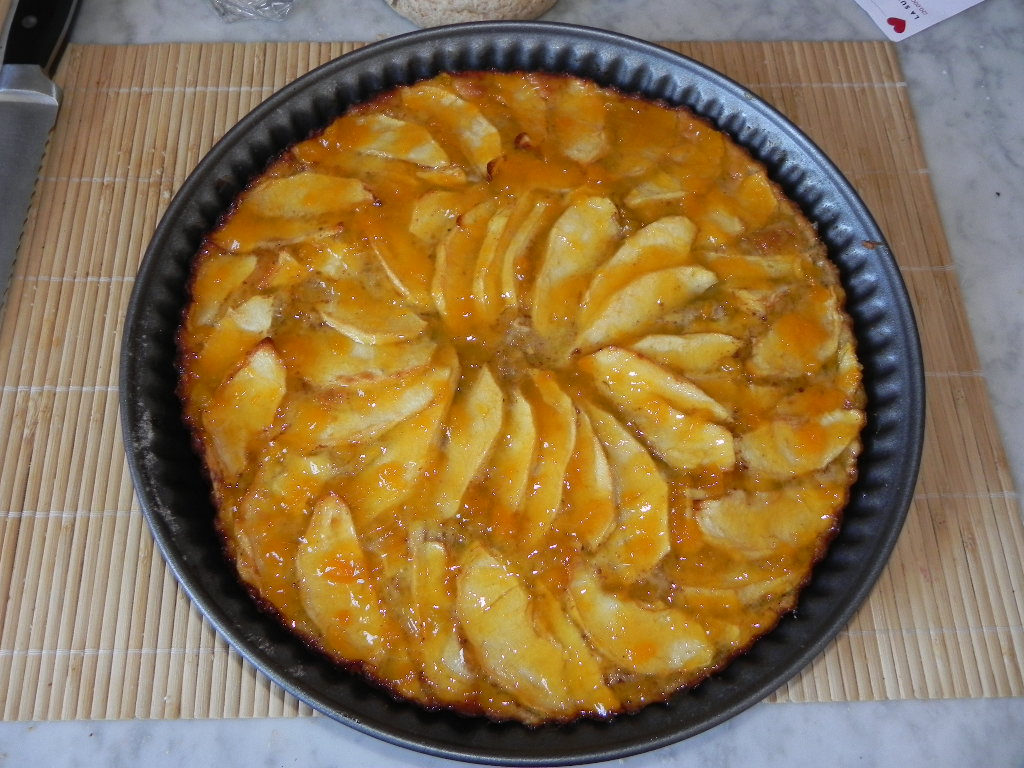
사과 케이크
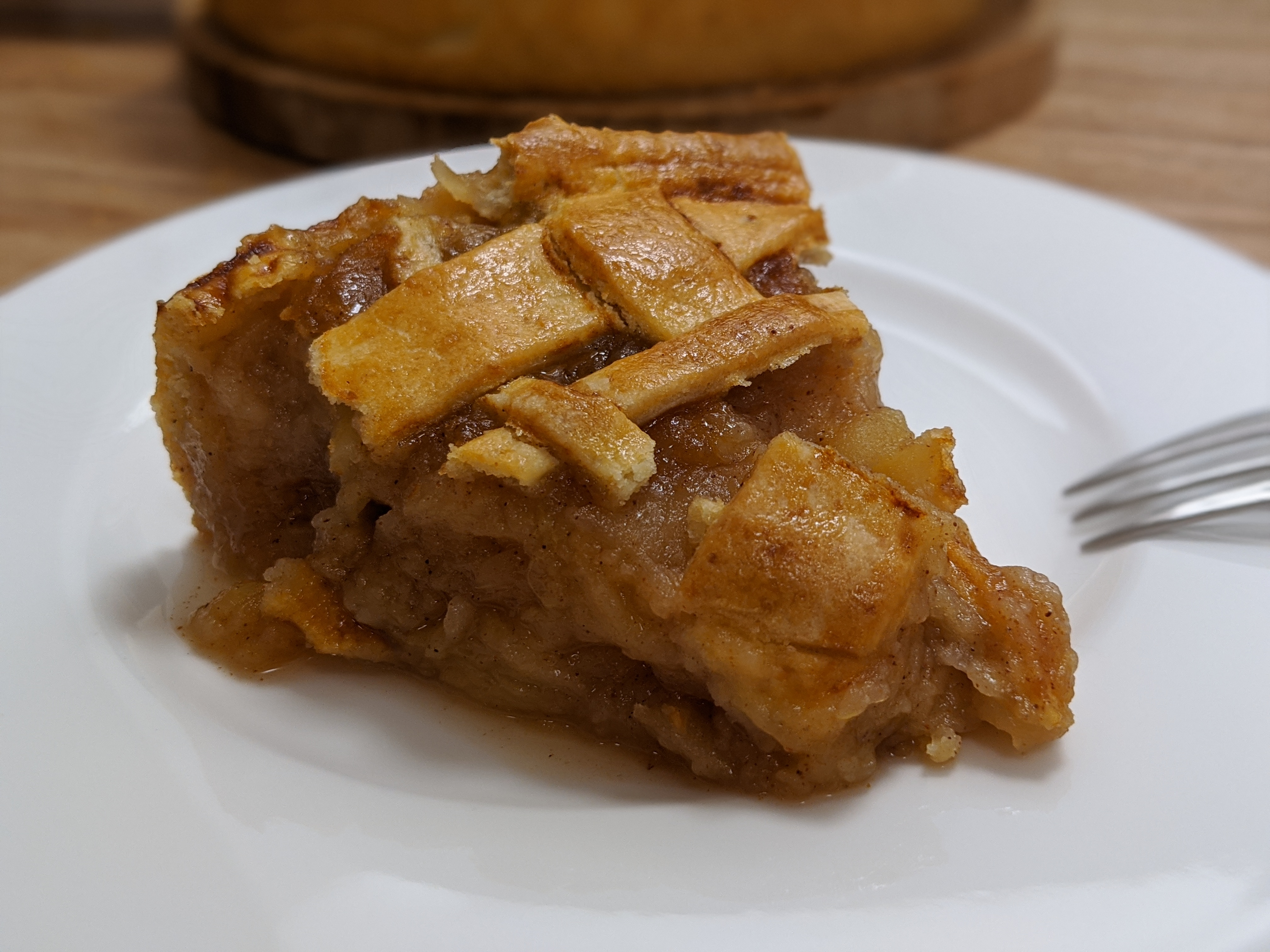
사과 코블러
- 사과 튀김
- 사과 주스
- 사과 파이
- 사과 소스
- 사과 소다
- 아펠슈트루델
- 칼바도스
- 사과 사탕
- 사과주
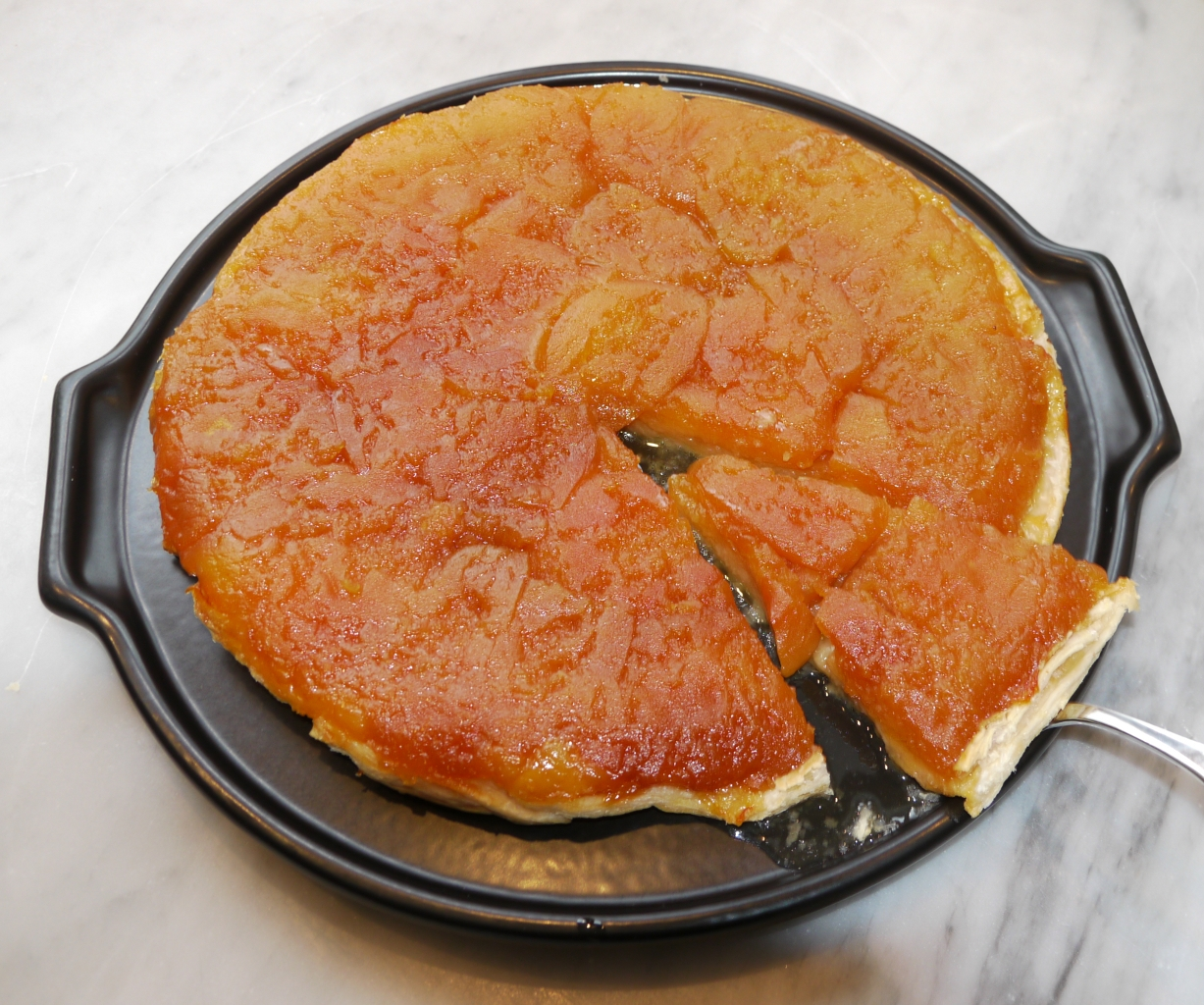
타르트 타탱

- 사과 케이크
- 사과 파이
- 타르트 타탱

## 같이 보기
- 사과식초
- 애플데이